# Lenny Wolpe
Lenny Wolpe (Newburgh (New York), 25 maart 1951) is een Amerikaans televisie/theateracteur. 

## Biografie
Wolpe heeft gestudeerd aan de George Washington-universiteit in Washington D.C., en haalde zijn diploma in Amerikaanse Geschiedenis en was daar ook actief als acteur in de theaterafdeling. Na zijn slagen ging hij naar de Universiteit van Minnesota en slaagde in de opleiding theater. 
Wolpe ging na zijn studeren verder als acteur in het theater en maakte zijn debuut in de musical Onward Victoria die al stopte na de openingsavond. Hierna heeft hij nog diverse rollen vertolkt in het theater zoals The Sound of Music, Little Shop of Horrors, Wicked, A Funny Thing Happened on the Way to the Forum, Fiorello!, Fiddler on the Roof en meerdere theater voorstellingen.
Wolpe begon in 1990 met acteren voor televisie in de televisieserie Major Dad. Hierna heeft hij nog meerdere rollen gespeeld in televisieseries en films zoals Baby Talk (1991), Secrets (1992), Pacific Palisades (1997) en You're the One (1998). 

## Filmografie

### Films
Uitgezonderd korte films.
- 2000 What's Eating You? – als dr. Bader
- 1996 Project: ALF – als Dr. Newman
- 1994 S.F.W. – als Phil Conners
- 1993 And the Band Played On – als dr. Joseph Bove
- 1992 Secrets – als Harry Pizer

### Televisieseries
Uitgezonderd eenmalige gastrollen.
- 2018-2024 After Forever - als Carl - 10 afl.
- 1998 You're the One – als Sy Weitz – 3 afl.
- 1997 Pacific Palisades – als Mitch Berlatski – 3 afl.
- 1997 Martin – als leegloper – 2 afl.
- 1996 Something So Right – als mr. Sandzimier – 2 afl.
- 1991 Sisters – als dr. Reinholt – 2 afl.
- 1991 Baby Talk – als Howard – 11 afl.

## Theaterwerk opBroadway
- 2014 Bullets Over Broadway - als Julian Marx
- 2007-2008 Wicked - als The Wonderful Wizard of Oz (understudy)
- 2006-2007 The Drowsy Chaperone - als Feldzieg
- 1998-1999 The Sound of Music - als Max Detweiler (understudy)
- 1986 Into the Light - als Peter Vonn
- 1985-1986 Mayor - als burgemeester Koch
- 1981 Copperfield - als mr. Dick
- 1980 Onward Victoria - als Charlie Delmonico, Fullerton

- International Standard Name Identifier: 0000 0000 4703 0806
- Library of Congress Control Number: no2007154177
- Virtual International Authority File: 58875965
- WorldCat: E39PBJcWqh9MjFfJRMdhHwhJXd